# Charles Gounod
Charles François Gounod, född 17 juni 1818 i Paris, död 18 oktober 1893 i Saint-Cloud nära Paris, var en fransk klassisk kompositör. Gounod är mest känd för att addera texten till Ave Maria, på en melodi som bygger på Bachs verk 846.

## Biografi
Vid Pariskonservatoriet studerade han kontrapunkt för Halévy och komposition för Paër och Lesueur. Sedan han 1839 erhållit stora priset för en kantat, studerade han i Rom Palestrinas stil under tre år, han uppförde 1842 i Wien ett Rekviem, övertog därpå i Paris organist- och kapellmästartjänsten vid kyrkan för yttre missionen, bevistade teologiska föreläsningar och ämnade låta prästviga sig. Genom inverkan av Schumanns och Berlioz kompositioner blev han dock övertygad om sin verkliga kallelse, övergav kyrkan och debuterade i London 1851 med delar av en Messe solennelle, vilken väckte fördelaktigt uppseende. Mindre lycka hade han i Paris med operorna Sapho (1851) och La nonne sanglante (1854), varemot Le Médecin malgré lui (1858) banade sig väg till utlandet (Stockholm 1864), men tillika ådagalade, att det komiska facket icke var tonsättarens egentliga. Det var först med Faust (1859), som Gounod avgjort slog igenom; i denna förening av det fantastiska och lyriska fann han sitt rätta element. Den stämningsrikedom, som överflödar i Goethes drama, har i Gounod funnit en mycket lycklig tolk, visserligen med fransk färgläggning. Faust blir emellertid hos honom föga annat än en svärmisk älskare, medan den egentliga huvudpersonen blir Margareta. Och om än bland annat kan anmärkas, att Fausts romans är väl sentimental och Margaretas juvelaria tämligen kokett, samt att valsen och soldatkören (den senare ursprungligen tillhörande en ofullbordad opera Ivan le terrible)är inte fria från banalitet, så höra dock å andra sidan flera partier ur folkscenerna i andra och trädgårdsscenerna i tredje akten till det yppersta den dramatiska musiken åstadkommit. 
Därjämte är såväl Margareta som Mefistofeles tecknade med stor styrka, och behandlingen i det hela av både melodi, harmoni och instrumentering röjer mästaren. Någonting för franska tonkonsten nytt var särskilt den romantiskt mättade lyrik, varmed Gounod tecknar kärleken, och den värme han ofta inlägger i det melodiska uttrycket. Han är modern i sina orkesterklanger, som blommar och doftar rikt, utan att dock någonsin skymma sångstämmorna. Faust fann väg till alla europeiska operascener (Stockholm 1862) och var den första franska opera, som från en andra rangens scen (Théåtre lyrique) vann inträde på Stora operans (1869, då den ursprungliga dialogen utbyttes mot recitativ). De följande operorna, Philémon et Baucis (1860; Filemon och Baucis, (1879), La reine de Saba (1862), Mireille (1864) och La Colombe (1866), hade växlande lycka, till dess Gounod åter gjorde en europeisk erövring med Roméo et Juliette (1867; Romeo och Julia, 1868), där han – i harmoni och orkesterbehandling nu än mera närmande sig den tyska och särskilt Wagners stil – ånyo hade tillfälle att lägga i dagen sin glänsande begåvning för det erotiska. Föga eller ingen framgång hade Gounod med sina sista operor, Cinq-Mars (1877), Polyeucte (1878) och Le tribut de Zamora (1881). 
Mera berömmelse vann han för sina visserligen föga märgfulla andliga kompositioner, bland vilka kan nämnas Messe de sainte Cécile (1855), oratorierna Tobie, Rédemption (1882) och Mors et vita (1885), psalmen Super flumina Babylonis, kören Vendredi Saint, Meditationen (Ave Maria) över Bachs första preludium, sorgkantaten Gallia (1871) med mera – ävensom för sina instrumentalkompositioner och sånger (Sérénade med flera). Gounod var 1852–60 direktör för Orphéon (sammanslutningen av manskörsällskapen) i Paris, han invaldes 1865 i svenska Musikaliska akademien och blev 1866 medlem av Franska institutet. 1870–75 vistades han i London, där han stiftade och dirigerade ett körsällskap, Gounod's choir. Ett monument över honom restes 1903 i Monceauparken i Paris. – Gounods självbiografi utgavs 1875 och hans memoarer 1896.

## Operor
- Sapho opéra 3 akter Sappho Guillaume Victor Emile Augier, 16 april 1851 Paris, Opéra
1:a revideringen 2 akter, 26 juli 1858 Paris, Opéra
2:a revideringen 4 akter, 2 april 1884 Paris, Opéra
- La Nonne sanglante opéra 5 akter (1852–1854) Eugène Scribe/Germain Delavigne, efter Matthew Gregory Lewis, The Monk [1796]
18. Okt. 1854 Paris, Opéra
- Faust (Marguérite) opéra 5 akter Jules Paul Barbier och Michel Florentin Carré, efter Carrés drama fantastique Faust et Marguerite [1850] och Goethes Faust, 1. delen i Gérard de Nerval översättning 1828, uruppfördes med talad dialog (1856–1859), 19 mars 1859, Paris, Théâtre lyrique
revidering med balett (1860/61), 3 mars 1869, Paris, Opéra (Salle de la rue Le Peletier)
- Le Médecin malgré lui opéra comique 3 akter, Jules Paul Barbier och Michel Florentin Carré, efter en komedi med samma namn av Molière [= Jean-Baptiste Poquelin], 15 januari 1858, Paris, Théâtre lyrique (bearbetad av Reznicek)
- Philémon et Baucis opéra Jules Barbier/Michel Carré, efter La Fontaine
uppförande i 3 akter (1859–1860), 18 februari 1860, Paris, Théâtre lyrique
2:a uppförande som opéra comique i 2 akter, 16 maj 1876, Paris, Opéra-Comique
- La Colombe opéra comique 2 akter Jules Barbier/Michel Carré, efter La Fontaine, Le Faucon, 3 augusti 1860, Baden-Baden, Stadttheater
- La Reine de Saba opéra Jules Paul Barbier / Michel Florentin Carré, efter Les Nuits du Ramazan aus Voyage en Orient von Gérard de Nerval
uppfördes i 4 akter (1861), 28 februari 1862, Paris, Opéra
revidering till 5 akter (1862), 5 december 1862, Brüssel, Théâtre de la Monnaie Details
- Mireille opéra Michel Carré, efter Frédéric Joseph Etienne Mistral, Mirèio. Pouèmo prouvençau
uruppfördes i 5 akter (1863–1864), 19 mars 1864, Paris, Théâtre lyrique
revidering till 4 akter med recitativ, 5 juli 1864, London, Covent Garden
revidering till 3 akter med talad dialog, 15 december 1864, Paris, Théâtre lyrique Details
- Roméo et Juliette opéra Prolog och 5 akter Jules Barbier och Michel Carré, efter William Shakespeares An excellent conceited tragedy of Romeo and Juliet uppfördes (1865–1867), 27 april 1867, Paris, Théâtre lyrique
revidering (1872) 20 januari 1873, Paris, Opéra Comique
2:a revideringen med balett, 28 november 1888, Paris, Opéra
- Polyeucte opéra 5 akter (1869–1878) Jules Barbier och Michel Carré, efter Pierre Corneille, Polyeucte, 7 oktober 1878, Paris, Opéra
- Cinq-Mars drame lyrique 4 akter Paul Poirson/Louis Gallet, efter Alfred de Vigny, Cinq-Mars uppfördes (1876–1877), 5 april 1877 Paris, Opéra-Comique [Salle Favart]
revidering till 5 akter, 1 december 1877, Lyon, Grand Théâtre
- Le Tribut de Zamora opéra 4 akter (1878–1881) Adolphe Philippe d'Ennery, egentligen Adolphe Philippe/Jules Brésil, 1 april 1881, Paris, Opéra

### Ofullbordade operor
- Le Songe d'Auguste, Musset påbörjad 1853
- Ivan le terrible, Henri Trianon/François Hippolyte Leroy påbörjad 1856
- George Dandin, Molière påbörjad 1873
- Maître Pierre, Gallet påbörjad 1877